# 槐里县 (刘宋)
槐里县，中国古县名。
汉代在今陕西省兴平市置槐里县。刘宋迁至今河南省南阳市侨置。孝武帝大明年间始有实土。属顺阳郡。县故城址在今淅川县城南48公里仓房镇的党子口。